# 斉映
斉 映（せい えい、748年 - 795年）は、唐代の官僚・政治家。本貫は瀛州高陽県。

## 経歴
太常寺少卿・兼検校工部郎中の斉玘の子として生まれた。進士に及第し、博学宏辞科に応じ、河南府参軍に任じられた。滑亳魏博節度使の令狐彰に召し出されて掌書記となり、監察御史に累進した。令狐彰の病が重くなると、斉映はその遺表を起草し、ともに後事を謀った。斉映は上表して節度使の代任を求め、子の令狐建に長安に帰らせるよう令狐彰に説いた。令狐彰はいずれも聞き入れた。斉映は令狐彰の娘を妻に迎えた。大暦8年（773年）、令狐彰の死後、滑州で兵乱が起こると、斉映は単身脱出して東都洛陽に入り、河陽三城使の馬燧に召し出されてその下で判官となり、殿中侍御史となった。
建中元年（780年）、盧杞が宰相となると、斉映はその推薦を受けて、刑部員外郎に転じた。張鎰が鳳翔府に出向すると、斉映はその下で判官となった。斉映は弁舌に優れ、とくに軍事を論じては、徳宗の意にかなうことが多かった。ほどなく行軍司馬に転じ、御史中丞を兼ねた。建中4年（783年）、徳宗が奉天に避難すると、鳳翔府は朱泚の反乱軍の迫るところとなった。張鎰は柔弱で軍事に暗かったため、部将の李楚琳が反乱を計画した。斉映は同僚の斉抗と図って李楚琳を排除しようと言上した。張鎰は斉映の言を聞き入れず、寛大さを示そうと、李楚琳を召し出して外任に出そうとした。李楚琳は恐れて、この夜のうちに反乱を起こし、張鎰を殺害して朱泚に呼応した。斉映は奉天に逃れて、御史中丞に任じられた。
興元元年（784年）、斉映は徳宗に従って梁州に避難し、難所を過ぎるたびに、斉映が轡をとった。たまたま御馬が驚いて、激しく飛び跳ねたので、徳宗は斉映を傷つけるのを恐れて、轡を手放すよう命じた。しかし斉映は堅く轡を握って手放さず、馬を落ち着かせた。梁州に到着すると、斉映は給事中に任じられた。徳宗が山南から長安に帰るにあたって、斉映はその側近に侍り、徳宗にますます信任された。この年の冬、中書舎人に転じた。
貞元2年（786年）、斉映は中書舎人のまま、同中書門下平章事（宰相）となった。ほどなく中書侍郎に進み、河間県男に封じられた。斉映は張延賞の求める官を与えなかったため、その怒りを買い、宰相の器ではないと中傷された。貞元3年（787年）1月、夔州刺史に左遷された。さらに衡州刺史に転じた。貞元7年（791年）、御史中丞・桂管観察使に任じられた。貞元8年（792年）、洪州刺史・江西観察使に転じた。貞元11年（795年）7月、死去した。享年は48。礼部尚書の位を追贈された。諡は忠といった。

## 伝記資料
- 『旧唐書』巻136 列伝第86
- 『新唐書』巻150 列伝第75